# Adam van Vliet

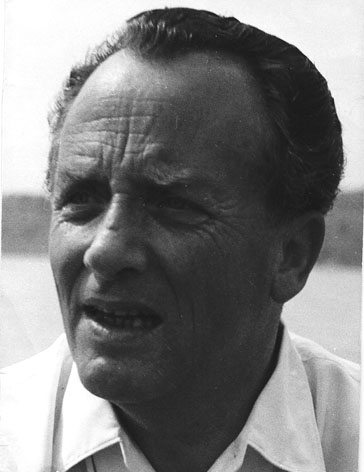
Adam van Vliet, mei 1957

Adam van Vliet (Assendelft, 17 mei 1902 – Laren (Noord-Holland), 3 juli 1994) was een Nederlands architect. Adam van Vliet groeide op in een ondernemersfamilie in Assendelft. Hij had geen broers of zussen. Zijn vader had een vleesverwerkend bedrijf. Reeds op zesjarige leeftijd zei Van Vliet dat hij later graag ‘huisjes wilde gaan tekenen’. Hij is twee keer getrouwd geweest. Uit het eerste huwelijk had hij twee dochters en uit het tweede huwelijk twee zonen. 

## Motief om architect te worden
Aan het begin van de Eerste Wereldoorlog, in 1914, werden er Nederlandse militairen in Assendelft ingekwartierd. Onder deze militairen bevond zich een zekere Jan Rebel uit Huizen. Hij was architect en in de avonduren moest hij na thuiskomst van de kazerne zijn beroep kunnen uitoefenen. Omdat hij meer ruimte nodig had en een rustige omgeving, zocht hij een ‘kamer’ in Assendelft en kwam uiteindelijk terecht bij de familie Van Vliet. Op dat moment was de zoon des huizes slechts twaalf jaar oud, maar genoot toen al met volle teugen van het werk van deze professional. Wat Jan Rebel deed, wilde hij later ook.

## Carrière
In 1911 richtte Jan Rebel zijn gelijknamige architectenbureau aan de Brink in het centrum van Laren (NH) op. Laren kende destijds een verzameling van kunstenaars en een aantal architecten waaronder de bekende Wouter Hamdorff. Na het verlaten van de mulo verhuisde Adam van Vliet naar Laren om bij het architectenbureau van Jan Rebel te gaan werken. Ondanks zijn jonge leeftijd kon hij zijn tekentalent als tekenaar goed van pas laten komen. In 1917 verhuisde het bureau van de Brink naar de Velthuijsenlaan 16 in het romantische dorp.
Jan Rebel heeft Adam van Vliet intensief begeleid en opgeleid. De autodidactische Adam van Vliet heeft van Jan Rebel zoveel als mogelijk geleerd. In vrijwel alle opzichten heeft hij het technische en esthetische aspect tot zich genomen. In de beginjaren stuurde Jan Rebel hem vaak naar bouwprojecten om deze te begeleiden en bovendien was dit een praktische leerschool. Adam van Vliet wist al deze kennis te combineren met zijn ontwerptalent voor woonhuizen, villa's en landhuizen. 
Eind jaren ’20 werkten zowel Jan Rebel en Adam van Vliet elk apart een schetsplan uit voor dezelfde opdrachtgever. De opdrachtgever kon uit deze twee aparte ontwerpen een keuze maken. In de loop der jaren werd er in toenemende mate gekozen voor de ontwerpen van Adam van Vliet. Zo werd er in 1929 weer een opdracht binnengehaald voor een groot landhuis in Naarden. Ook Jan Rebel maakte een ontwerp, maar de opdrachtgever koos voor het ontwerp van Adam van Vliet. Kort daarna is dit ontwerp gerealiseerd in het bos van Bredius in Naarden. Dit landhuis, dat doorgaat voor een van de mooiste in het Gooi, kreeg de naam 'het Haspel'. Het is in 1997 volledig door brand verwoest.
Hoewel Adam van Vliet steeds het 'winnende' ontwerp maakte, heeft Jan Rebel met plezier sinds 1929 Adam van Vliet alle ontwerpen laten maken. Jan Rebel, die nog steeds een ondersteunende factor betekende, zette formeel alleen nog zijn handtekening op de bouwtekeningen. Adam van Vliet wordt wel mede-eigenaar van architectenbureau Rebel. 

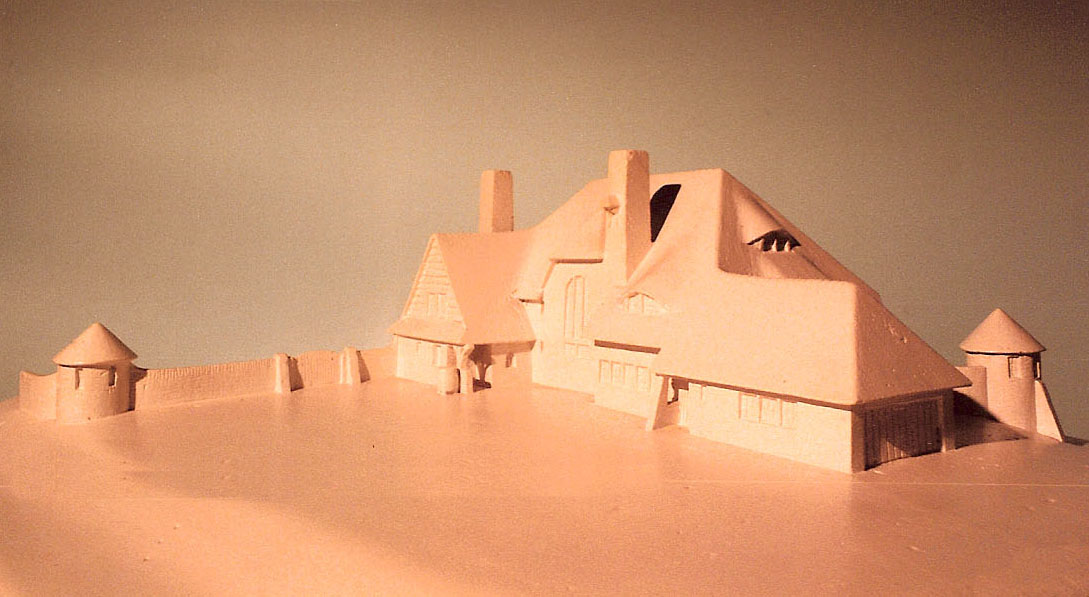
Landhuis 'de Schorrenberg'

## Werkgebied
Adam van Vliet ontwierp woonhuizen, villa’s en met name landhuizen in heel Nederland. Er werd gebouwd in Aerdenhout, Enschede, Tilburg, Eindhoven enz. In 't Gooi bouwde het bureau overigens wel de meeste objecten. In Goirle, bij Tilburg, was Adam van Vliet bij de familie Van Puijenbroek ‘kind aan huis’. Hij ontwierp en begeleidde de bouw van onder andere ‘Huize Anna’. Van alle uitgevoerde opdrachten van architectenbureau Jan Rebel zijn de meeste afkomstig van Van Puijenbroek.
Voorts kreeg het bureau een internationaal karakter omdat er opdrachten werden verworven in Canada, Verenigd Koninkrijk, Perzië en België.

## Naoorlogs verloop
Op 25 augustus 1950, toen Jan Rebel 65 jaar werd, liet Adam van Vliet het boek ‘Het bouwen van landhuizen naar werken van Jan Rebel’ uitgeven. Het was door Adam van Vliet uit dankbaarheid opgesteld voor al datgene wat Jan Rebel voor hem betekend had. Het 120 pagina's tellende boek werd uitgegeven in een oplage van 2500 stuks. De tekst en tekeningen waren uitgewerkt door Adam van Vliet. De foto's waren gemaakt door Hans Spies uit Amsterdam. Deze uitgave was ook opmerkelijk aangezien in die tijd architecten geen reclame mochten maken. Dit boek was een vorm van reclame maar werd ondanks veel kritiek van de BNA (Bond van Nederlandse Architecten) toch geaccepteerd. 
Op 8 augustus 1961 overleed Jan Rebel. Adam van Vliet zette als enige de directie voort van het bureau. Het architectenbureau verhuisde van de Veldhuijsenlaan naar de Houtweg 19a, eveneens in Laren (NH).

Tot ver in de jaren ’70 werden er vandaar uit woonhuizen, villa’s en landhuizen gebouwd door Van Vliet. Het aantal grote landhuizen, zoals gebouwd in de jaren ’20 en ’30, nam wel af. Dit was mede het gevolg van de oliecrisis en de beperkte gronduitgifte. In de jaren zestig werd door Adam van Vliet vaak de naam 'Architectenbureau A. van Vliet' gebruikt. Er zijn dus veel bouwtekeningen dan wel ontwerpen gemaakt met laatstgenoemde naam. Hier is dus alleen sprake van een andere naam en dus niet van een ander handschrift of ontwerpstijl. Sinds 1974 treedt ook Thomas van Vliet, de zoon van Adam van Vliet in dienst bij het bureau. Sindsdien werd de naam van 'Architectenbureau A. van Vliet & zn' frequenter gebruikt. In 1978 gaat de directie over op de tweede generatie (Thomas van Vliet) en hij zette eveneens het bureau met succes voort.
Gelet op de grote naamsbekendheid die Jan Rebel heden nog steeds geniet, is een aantal jaren geleden besloten de naam 'Architectenbureau A. van Vliet & zn" definitief te veranderen in 'Architectenbureau Jan Rebel'.

## Pensioen en jaren 90
Adam van Vliet greep de pensioengerechtigde leeftijd van 65 jaar niet aan om te stoppen. Integendeel, hij werkte met plezier door. Op 3 juli 1994 overleed hij op 92-jarige leeftijd aan de gevolgen van een longontsteking.